# Christian Petzet
Georg Christian Petzet (* 1. März 1832 in Hof (Saale); † 1. April 1905 in München) war ein deutscher Schriftsteller, Journalist und Redakteur.

## Leben
Der Sohn eines Volksschullehrers wuchs in Hof auf und begann sich schon am Gymnasium wissenschaftlichen Studien zu widmen und unternahm erste schriftstellerische Versuche. Das Studium in München musste er aus finanziellen Gründen nach drei Semestern unterbrechen; dies konnte er später fortsetzen, wobei er neben Jura und Staatsrecht aus Interesse auch Vorlesungen in anderen Fächern bei damals bekannten Gelehrten besuchte. Wieder aus Geldmangel konnte er die Promotion nicht abschließen und nahm 1854 die Stelle eines Hauslehrers in Warschau an. Dort gründete er 1859 die deutschsprachige Warschauer Zeitung, die ihn auch nach Ende der Tätigkeit als Hauslehrer festhielt.
In die politischen Wirren um Aleksander Wielopolski hineingezogen, musste er 1863 aus Polen fliehen. Er ging nach Deutschland und war bis 1876 in Breslau für die Schlesische Zeitung tätig, bis ihn Veränderungen der politischen Ausrichtung des Blatts bewogen, nach Bayern zurückzukehren. Anschließend war er für die Allgemeine Zeitung tätig, bis 1882 in Augsburg, dann bis zu seinem Tod in München, wohin die Redaktion umgezogen war; 1892 übernahm er die Leitung des Blatts.
Publizistisch versuchte er die damals gängigen nationalliberalen Ideen zu verbreiten, wobei er die Politik Otto von Bismarcks unterstützte. In seinen letzten Jahren widmete er sich wieder literaturhistorischen Studien, wofür ihm 1903 von der Universität München der Dr. h. c. verliehen wurde. Er ist der Vater des Bibliothekars Erich Petzet.

## Werke
- Die preußischen Ostmarken. In: Der Kampf um das Deutschtum. Heft 3. München: Lehmann 1898.
- Die Blütezeit der deutschen politischen Lyrik von 1840 bis 1850. München: Lehmann 1903.